# Pozzallo
Pozzallo ist eine Stadt im Freien Gemeindekonsortium Ragusa in der Region Sizilien in Italien mit 18.903 Einwohnern (Stand 31. Dezember 2023).

## Lage und Daten
Pozzallo liegt 30 km südöstlich von Ragusa direkt an der Küste des Mittelmeers. Die Einwohner arbeiten in der Landwirtschaft (Anbau von Johannisbrot und Gemüse), in der Industrie, in der Fischerei oder in der Schifffahrt.
Die Nachbargemeinden sind Ispica und Modica.

## Geschichte
Das Fischerdorf entwickelte sich um einen Turm herum zur Stadt. Seit dem 15. Jahrhundert ist es auf Schiffskarten verzeichnet, der Name bedeutet Brunnen am Meer. Handelsschiffe dockten hier an, um Frischwasser an Bord zu holen. 1829 wurde die Gemeinde selbstständig. Zu Hochzeiten der Flüchtlingskrise um 2015 war Pozzallo bekannt wegen der Tausenden von Migranten aus Nordafrika (Libyen, Tunesien und Ägypten), die hier tot geborgen wurden oder an Land gingen, versorgt wurden und in Europa Asyl suchten. Im Sommer werden die breiten Strände von Pietrenere und Raganzino von Touristen frequentiert.

## Sehenswürdigkeiten
- Torre Cabrera, Turm aus dem 15. Jahrhundert mit historischen Gewölben
- Palazzo Giunta-Musso, 1845 erbaut, 1928 im Jugendstil umgestaltet
- Fischereihafen mit einer vorgelagerten Erdölverladestation
- Außerhalb der Stadt befinden sich einige Badestrände

## Verkehr
Der Bahnhof von Pozzallo an der Bahnstrecke Canicattì–Syrakus ist der südlichste Bahnhof mit Personenverkehr in Italien. Die Fahrzeit nach Ragusa beträgt etwa 1 Stunde, nach Syrakus etwa 1 Stunde und 10 Minuten.
Von Pozzallo fahren Fähren nach Malta. Beim Hafen befindet sich der Heliport Pozzallo.

## Söhne und Töchter
- Giorgio Demetrio Gallaro (* 1948), italo-albanischer Geistlicher und Kurienerzbischof

## Bilder

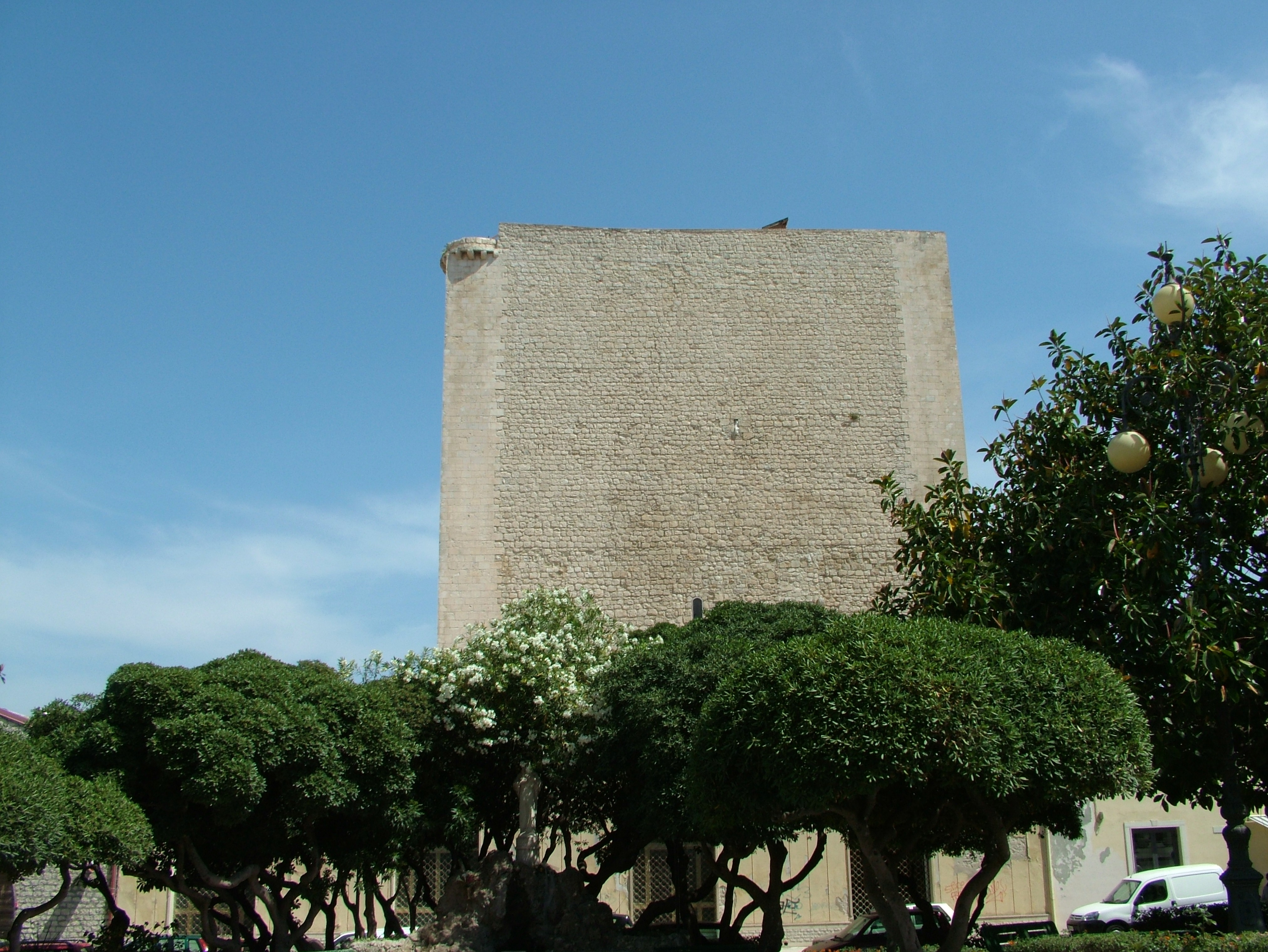
Der Torre Cabrera
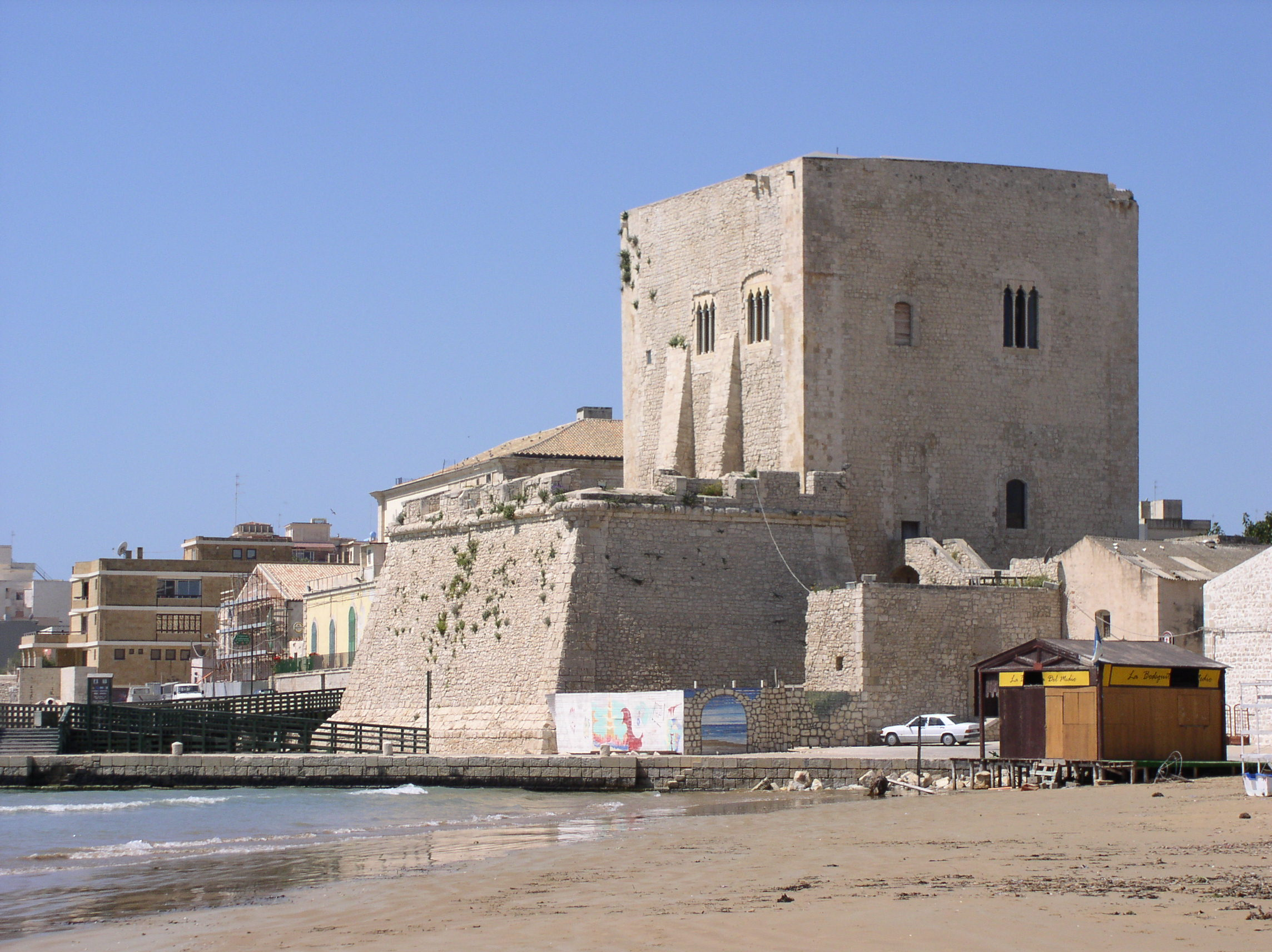
Der Turm vom Strand aus
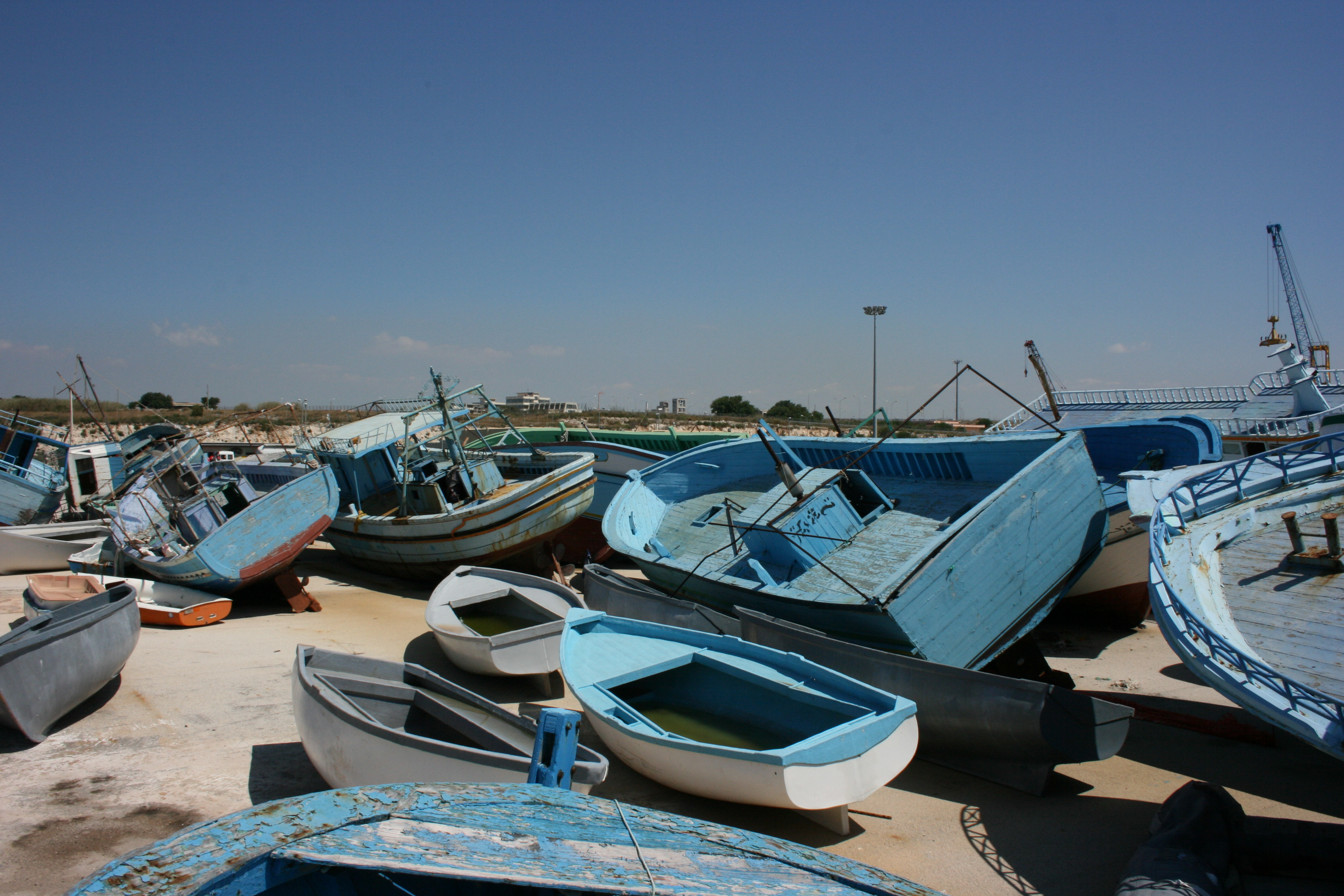
Schiffsfriedhof mit Flüchtlingsbooten im Hafen von Pozzallo
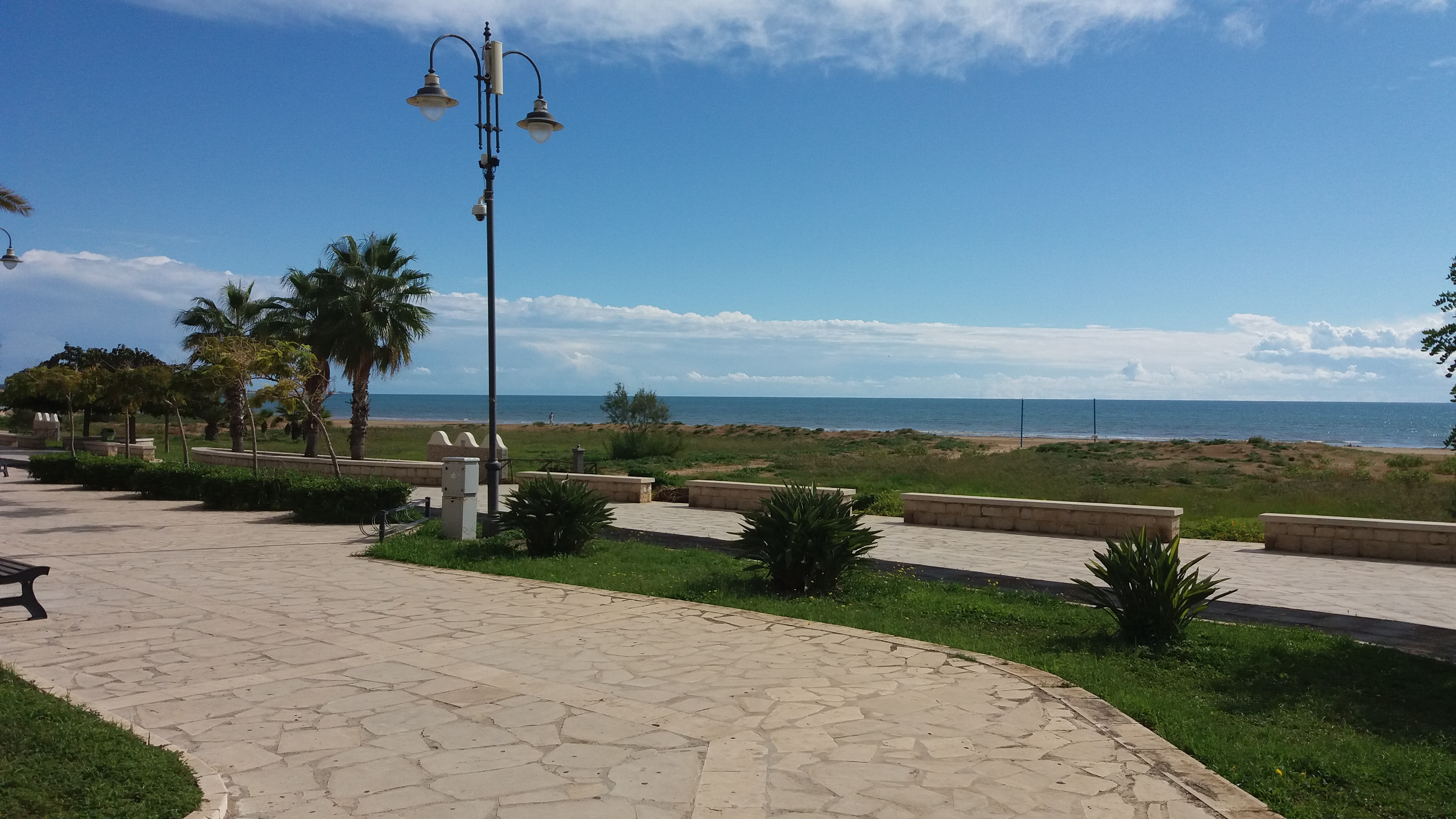
Die Promenade
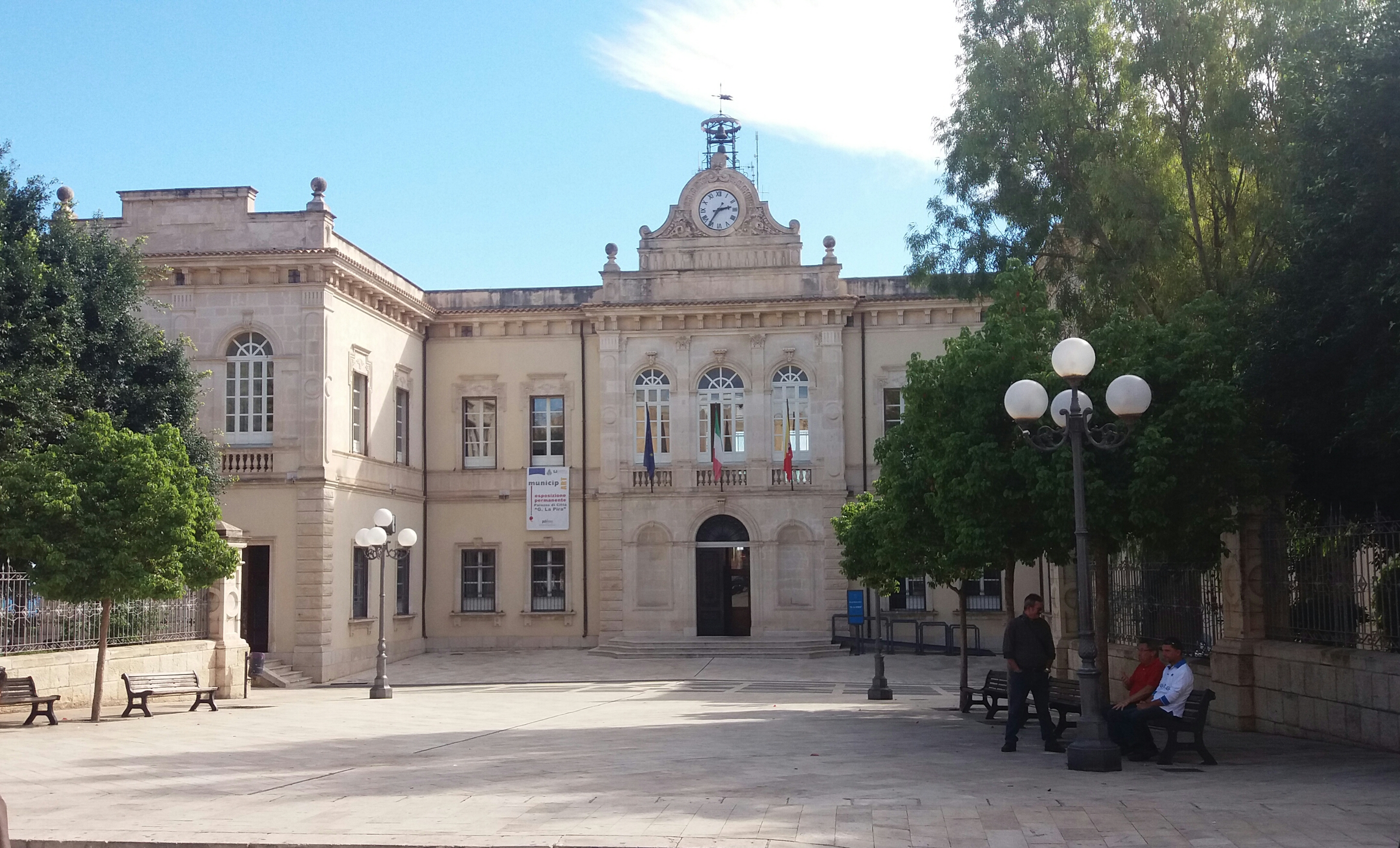
Palazzo Giorgio La Pira, Rathaus